# Nádasdy Ferenc Bandérium
A Nádasdy Ferenc Bandérium XVI-XVII. századi katonai hagyományőrzéssel foglalkozó  bandérium, melyet Sárváron, 2009-ben alapított a Nádasdy Történelmi Hagyományőrző Egyesület azzal a céllal, hogy összefogja Sárvár történelme iránt érdeklődő, a katonai hagyományokat ápolni kívánó személyeket. A Bandérium 2018 óta önálló egyesület, Nádasdy Ferenc Bandérium Hagyományőrző és Sport Egyesület néven. 

## Tevékenység:
A Bandérium civil egyesület. Megismerteti a korabeli életmódot, gasztronómiát,  harcmodort és világnézetet történelmileg hiteles módon, a legújabb kutatásokra alapozva. A Bandérium rendelkezik korabeli lőfegyverekkel, ágyúkkal és hideg fegyverekkel, valamint korhű kültéri konyhával. A fegyverzetek és viseletek bemutatóin kívül, étekmesterük vezetésével korabeli ételeket is be tudnak mutatni és kóstoltatni. A csapat tevékenységéhez tartozik még különböző gyermekfoglalkoztatók lebonyolítása. ( gyermek íjászat, kézműves foglalkoztató, zoknicsata stb.. ) Az egyesület részt vesz hazai és külföldi várjátékokon egyaránt, valamint a sárvári Nádasdy Fesztivál szervezésében és lebonyolításában is tevékenykedik.

## Szereplések:
- Nádasdy Fesztivál ( Sárvár, házigazdaként )
- Barkóca Fesztivál ( Szentgál )
- Puskaporos Történelmi Fesztivál ( Fraknó, Ausztria )
- Kápolnai Csata ( Kápolna )
- Balassi Bálint emléknap ( Nagycenk )
- Palonai Magyar Bálint Napok ( Szigliget )
- Simontornyai Várnapok ( Simontornya )
- Filmforgatás és Főzés Ízes Vidék Gasztroműhely ( Oszkó )
- Tatai Patara ( Tata )
- Ludovika Napok ( Budapest )
- Középkori Vasárnap ( Csempeszkopács )
- Diadal Napja ( Várpalota )
- Koronázási Hétvége ( Gödöllő )
- Koronázási Ünnepség és Felvonulás ( Pozsony, Szlovákia )
- Picokijada ( Szentgyörgyvár, Horvátország )
- Czhów hadijáték ( Czhów, Lengyelország )
- Nowy Wiśnicz ( Lengyelország )
- KapuVára Fesztivál ( Kapuvár )
- Kapuvári Böllérmáj Fesztivál ( Kapuvár )
- Esztergomi Vármegnyitó ( Esztergom )
- Hadtörténeti Múzeum Fesztivál ( Bécs, Ausztria )
- Középkori Kavalkád ( Vasvár )
- Miénk a vár! ( Vajdahunyad-vár, Budapest )
- Gyulaffy Napok ( Gyulakeszi )
- Vártéri Vigasságok Kula-torony ( Szabadbattyán )
- Kőszegi Ostromnapok ( Kőszeg )
- Hajdúk Világtalálkozója ( Hajdúnánás )
- Kisnánai Várjátékok ( Kisnána )
- Füleki Várjátékok ( Fülek, Szlovákia )
- Gyógy-Bor Napok Büki Gasztrofesztivál ( Bük )
- Savaria Karnevál ( Szombathely )
- Végvári Vigasságok ( Eger )
- Körmendi Napok ( Körmend )
- Asztalkő Fesztivál ( Cák )
- Hövej Hajdútábor és Végvári Hagyományőrző Találkozó ( Hövej )
- Zrínyi Napok ( Szigetvár )
- Vadásznapok ( Hatvan )
- Móri Bornapok ( Mór )
- AD 1615 Palma alle Armi ( Palmanova, Oalszország )
- Eliopoli Terra Di Donfine ( Terra del Sole, Oalszország )
- Báthory Fest ( Szilágysomlyó, Románia )
- Temesvári Magyar Napok ( Temesvár, Románia )
- Zrínyi-Újvár Várjáték és Kulturális Bemutató ( Őrtilos )
- BITVA NA BÍLÉ HOŘE a Prágai Csata ( Prága, Csehország )
- Vármegyék 1000 éve a haza védelmében ( Veszprém )
- Gesztenyés Gasztro Fesztivál ( Cák )
- Folkudvar a Simon Júdás vásárban ( Sárvár )
- Élő történelem órák iskolák számára ( Sárvár, Gyöngyösfalu, Szombathely )
- Falunapok és egyéb kisebb rendezvények ( Hosszúpereszteg, Kamond, Rábapaty, Jánosháza, Nádasdladány, Hegyfalu )
- Sárvár városi ünnepségei és megemlékezések, Tinódi ünnep,  Hősök Napja, Nemzeti Összetartozás Napja stb.

## Mottó:
A Bandérium névadója Nádasdy Ferenc, a „Fekete Bég”; mottója „Non muri, sed viri sunt praesidium oppidorum” – férfiak, s nem falak védik a várat.